# Arcana (gruppo musicale svedese)
Gli Arcana sono un gruppo musicale svedese non facilmente riconducibile ad un preciso genere musicale ma comunque assimilabili al neoclassico e al dark ambient.
La loro particolare musica è basata sull'utilizzo di svariati tipi di strumenti con cui riescono a creare atmosfere musicali appartenenti ad epoche passate, in special modo al periodo medievale, con un sound che comprende varie contaminazioni: orientali/arabeggianti, eteree, ambient, etc.

## Storia
Il fondatore, compositore e produttore della musica degli Arcana è Peter Bjärgö (Peter Pettersson), che fondò la band nel 1994 dopo aver sperimentato una vasta gamma di generi e sonorità musicali differenti. Bjärgö basò e sviluppò il suo progetto attorno ad una sua personale visione romantica del Medioevo. Inizialmente fino al terzo album, Cantar de Procella, la voce femminile principale degli Arcana fu Ida Bengtsson, che venne poi sostituita successivamente da Ann-Mari Thim.  Nello stesso anno, il 2001, la band reclutò un altro componente, Stefan Eriksson, tastierista ed altri strumenti. Dopo l'uscita del quarto album Inner Pale Sun, per continuare sulla strada intrapresa fin dall'inizio e conservare la sua indipendenza creativa, Bjärgö decise di abbandonare la sua iniziale casa discografica, la Cold Meat Industry, per fondare la sua personale etichetta dal nome Erebus Odora.
La band accolse la moglie di Peter Cecilia Bjärgö come voce/cori e il percussionista Mattias Borgh rispettivamente nel 2003 e nel 2006. Sempre nel 2006, per mancanza di tempo e problemi finanziari, Bjärgö chiuse la sua casa discografica e firmò per la Kalinkaland Records.
Nel 2008 gli Arcana si esibirono per la prima volta dal vivo, grazie anche alla compartecipazione di Núria Luis e Sergio Gamez Martinez (Narsilion, Der Blaue Reiter, Endless Asylum), rispettivamente l'uno al violino e l'altro alla tastiera.

## Discografia

### Album in studio
- 1996 - Dark Age of Reason
- 1997 - Cantar de Procella
- 2000 - ...The Last Embrace
- 2002 - Inner Pale Sun
- 2004 - Le Serpent Rouge
- 2008 - Raspail
- 2012 - As Bright As A Thousand Suns

### Raccolte
- 2004 - The New Light

### Box set
- 2010 - The First Era 1996-2002

### Singoli
- 1997 - Lizabeth
- 1999 - Isabel
- 2002 - Body of Sin
- 2012 - Emerald